# Walter Tavares
Walter Samuel « Edy » Tavares, né le 22 mars 1992 à Maio (Cap-Vert), est un joueur cap-verdien de basket-ball. Il évolue au poste de pivot.

## Carrière professionnelle
Il découvre le basket-ball à l'âge de 17 ans grâce à un touriste allemand.
Entre 2009 et 2014, il joue pour le CB Gran Canaria en Espagne.
En 2011, il est prêté l'UB La Palma pour la saison.
En 2012-2013, il fait ses débuts en Liga ACB.
En avril 2013, il se présente à la draft 2013 de la NBA mais il n'est pas sélectionné et retourne à Gran Canaria pour la saison 2013-2014.
Lors de la saison 2013-2014, Tavares est nommé dans la meilleure équipe des jeunes de la Liga ACB avec Guillem Vives, Álex Abrines, Marcus Eriksson et Kristaps Porziņģis.
Le 19 juin 2014, il resigne avec Gran Canaria pour trois ans avec la possibilité de quitter le club en cas de sélection à la Draft 2014 de la NBA.
Le 26 juin 2014, Tavares est choisi en 43e place par les Hawks d'Atlanta lors de la draft 2014 de la NBA. Il devient le premier joueur cap-verdien à être drafté en NBA.
Le 10 juillet 2015, il signe aux Hawks.
En novembre 2017, Gustavo Ayón, le pivot du Real Madrid se blesse à l'épaule gauche et doit subir une opération chirurgicale. Il est remplacé dans l'effectif du Real par Tavares qui signe un contrat durant jusqu'à la fin de la saison 2019-2020,.
En mai 2021, Tavares est de nouveau élu meilleur défenseur de l'Euroligue.
En juin 2022, le pivot cap-verdien gagne le championnat d'Espagne et est élu MVP des finales avec des moyennes de 13,2 points et 6,2 rebonds par match.

## Palmarès

### En club
- Vainqueur de la coupe du Roi en 2020 et 2024.
- Champion d'Espagne en 2018, 2019, 2022, 2024 et 2025.

### Distinction personnelle
- All-ACB Best Young Players Team (2014)
- All-EuroCup Team 2022
- NBA D-League All-Star Game (2017)
- NBA D-League Defensive Player of the Year (2017)
- All-NBA Development League Team (2017)
- Meilleur défenseur de l'Euroligue 2018-2019, 2020-2021 et 2022-2023
- Élu dans le meilleur cinq majeur de l'Euroligue (All-EuroLeague First Team) en 2021, 2022 et 2023
- MVP des finales du championnat d'Espagne 2022
- MVP Final Four Euroligue 2022-2023